# Tectaria nebulosa
Tectaria nebulosa är en ormbunkeart som först beskrevs av Bak., och fick sitt nu gällande namn av Carl Frederik Albert Christensen. Tectaria nebulosa ingår i släktet Tectaria och familjen Tectariaceae. Inga underarter finns listade.